# Augeninnendruck

Schnittbild des menschlichen Auges

Als Augeninnendruck (Synonym: intraokularer Druck, medizinisch: Tensio) bezeichnet man den physikalischen Druck, der auf der Augeninnenwand lastet. Er bewirkt eine konstant glatte Wölbung der Hornhautoberfläche, einen gleich bleibenden Abstand zwischen Hornhaut (Cornea), Linse und Netzhaut des Auges sowie eine gleichmäßige Ausrichtung der Fotorezeptoren auf der Netzhaut. Zudem hält er die stabile Kugelform des Augapfels aufrecht. Die Regulierung des Augeninnendrucks erfolgt durch das Kammerwasser. Es wird vom Epithel des Ziliarkörpers gebildet und gelangt zwischen Iris und Augenlinse durch die Pupille in die Vorderkammer des Auges. Von dort fließt es zum größten Teil über das Trabekelwerk des Kammerwinkels durch den Schlemmschen Kanal in das episklerale Venensystem ab. Der intraokulare Druck ist abhängig von der Kammerwasserproduktion und dem Abflusswiderstand des Trabekelwerkes.

## Messung

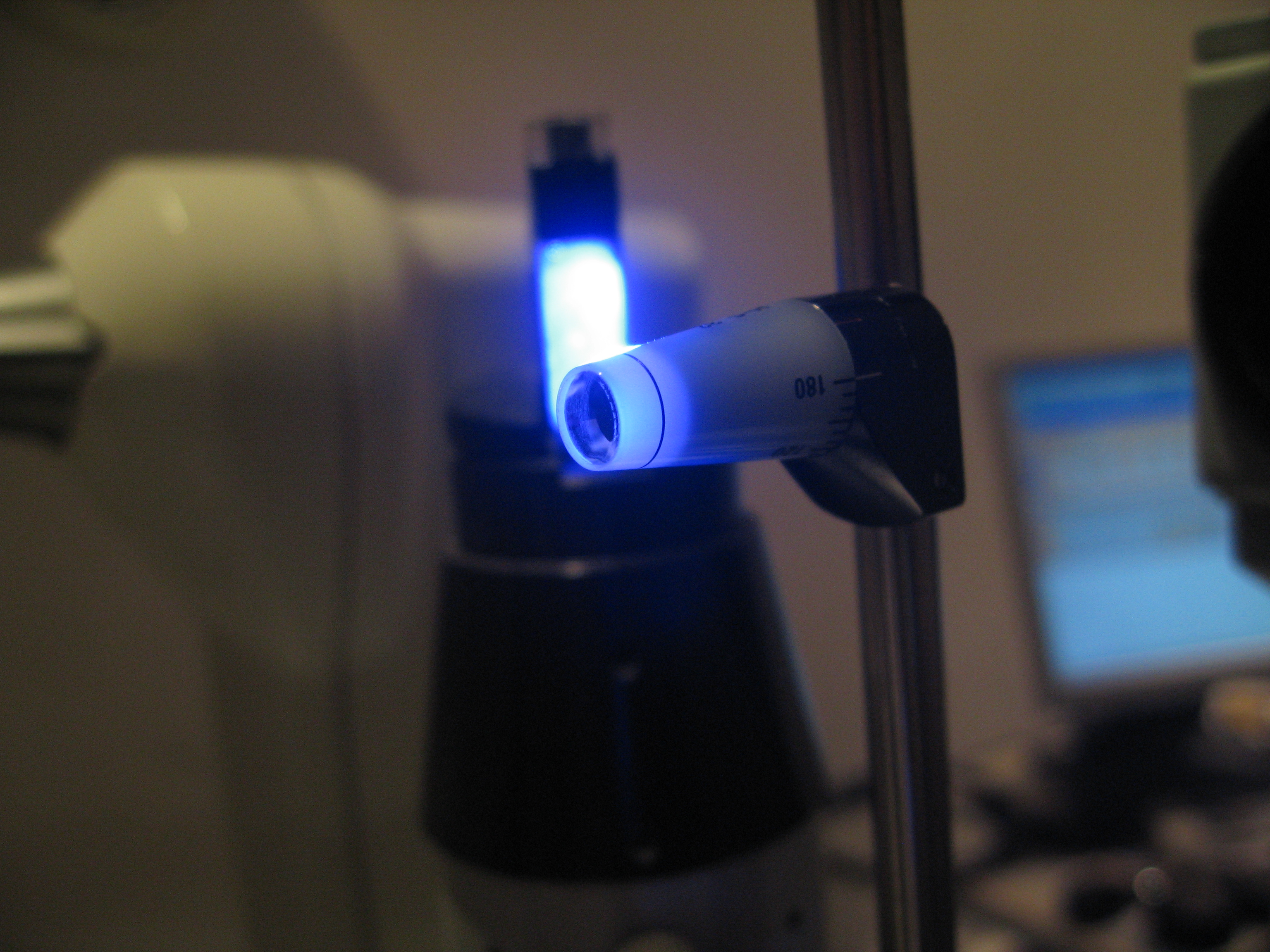
Spaltlampe mit Applanationstonometer

Der normale Augeninnendruck liegt etwa zwischen 10 und 21 mmHg. Für seine Messung gibt es unterschiedliche Verfahren, die man unter dem Begriff Tonometrie zusammenfasst. Orientierend untersuchen Augenärzte den Augeninnendruck manuell durch leichtes Drücken (palpatorisch) auf das halbgeschlossene Auge. Erfahrene Untersucher können so den Augeninnendruck in bestimmten Grenzen auf etwa 2 mmHg genau schätzen. Apparativ wird er in der Regel mit einem so genannten Applanationstonometer nach Hans Goldmann bestimmt. Dabei wird die Kraft gemessen, die für eine definierte mechanische Abplattung der zuvor medikamentös betäubten Hornhaut erforderlich ist. Alternativ kann auch eine berührungslose Messung mittels Non-Contact-Tonometrie (Abplattung der Hornhaut durch einen Luftstoß) durchgeführt werden. Weitere Verfahren sind die Impressionstonometrie und die Dynamic Contour Tonometrie. Zwar ist die Applanationstonometrie bislang das Verfahren der Wahl, jedoch haben alle Messmethoden auch ihre Nachteile. Da der intraokulare Druck im Tagesverlauf schwanken kann, können mehrere, über den Tag verteilte Messungen angezeigt sein (Tagesdruckprofil).

## Pathologie
Fließt weniger Kammerwasser ab, als produziert wird, erhöht sich der Augeninnendruck. Ein dauerhafter Anstieg über etwa 21 mm Hg (okuläre Hypertension) kann in Verbindung mit weiteren Risikofaktoren zu einer Schädigung des Sehnervs, zum Glaukom (Grüner Star), führen. Je höher der Druck ansteigt und je länger diese Situation anhält, desto größer ist die Wahrscheinlichkeit eines möglichen schädigenden Einflusses. Hingegen kann ein Glaukom auch ohne intraokularen Druckanstieg auftreten (Normaldruckglaukom). Hier spielt eine Beeinträchtigung der Blutversorgung (Perfusion) des Sehnervs eine zentrale Rolle.
Weil die Korrelation von Augeninnendruck und Glaukom-Anfälligkeit extreme Unterschiede zwischen ethnischen Gruppen, z. B. zwischen Weißen und Ostasiaten, aufweist, wurde die Hypothese formuliert, dass es unterschiedliche Toleranzen für Augeninnendruck geben könnte, die möglicherweise genetisch bedingt seien. Belege, die diese Hypothese stützen, sind bislang (Stand 2024) nicht beschrieben worden.

## Vorsorge
In Deutschland empfahlen die Fachverbände der Augenärzte 2020 in einer Leitlinie, dass Personen ab 40 Jahren mit einem Augeninnendruck von 22–25 mm Hg als alleinigem Risikofaktor für eine Glaukomentwicklung alle fünf Jahre eine Vorsorgeuntersuchung machen lassen sollten. Bei zusätzlichen Risikofaktoren wurden nach einem abgestuften Schema kürzere Untersuchungsabstände empfohlen. Hierbei wurde jedoch ausdrücklich betont, dass es keine Studien gibt, die den Nutzen derartiger Vorsorgeuntersuchungen nachweisen. Dementsprechend übernehmen die gesetzlichen Krankassen die Kosten dieser Untersuchungen nur dann, wenn ein konkreter Verdacht eines Krankheitsfalls oder bestimmte Risikofaktoren vorliegen.

## Behandlung bei krankhafter Drucksteigerung
Es gibt konservative und chirurgische Möglichkeiten, einen erhöhten intraokularen Druck mit dem Ziel zu behandeln, entweder den Abfluss des Kammerwassers zu verbessern beziehungsweise wieder zu normalisieren oder die Kammerwasserproduktion zu vermindern. Eine medikamentöse Therapie führt man mit Augentropfen, sogenannten Antiglaukomatosa, durch. Neben den schon lange erfolgreich angewandten Betablockern werden zunehmend Prostaglandine als Mittel erster Wahl eingesetzt. Alphaagonisten und Carboanhydrasehemmer zählen zu den ebenfalls wirksamen Präparaten, letztere stehen auch als systemische Medikation zur Verfügung.
Ophthalmo-chirurgische Verfahren kommen dann in Frage, wenn die medikamentöse Therapie nicht oder nicht allein zum Behandlungsziel führt. Hierbei gibt es neben den herkömmlichen Methoden wie zum Beispiel Trabekulektomie  oder Kanaloplastik eine Reihe von laser-chirurgischen Eingriffen wie die Argon Laser Trabeculoplasty (ALT) oder Selektive Lasertrabekuloplastik (SLT). Eine Sonderstellung hat die Iridektomie, die nur beim Engwinkelglaukom zum Einsatz kommt.